# Tibiocillaria lunifera
Tibiocillaria lunifera is een vlinder uit de familie van de Euteliidae. De wetenschappelijke naam van de soort is voor het eerst geldig gepubliceerd in 1893 door Hampson.